# Galicyjskie pułki kawalerii
Galicyjskie pułki kawalerii – pułki ułanów Cesarskiej i Królewskiej Armii stacjonujące do 1918 na terenie Galicji, w których służyli Polacy.
W sierpniu 1914, w Cesarskiej i Królewskiej Armii, znajdowało się jedenaście pułków ułanów, z których osiem wywodziło się z galicyjskich pułków ułanów:
- 1 Pułk Ułanów Rycerza von Brudemanna (niem. Ulanenregiment Ritter von Brudermann Nr.1) eks-1 Galicyjski Pułk Ułanów; dowództwo pułku i I dywizjon stacjonowało we Lwowie, II dywizjon w Mostach Wielkich, a szwadron zapasowy w Krakowie.
- 2 Pułk Ułanów Księcia Karola Filipa Schwarzenberga (niem. Ulanenregiment Fürst zu Schwarzenberg Nr.2) eks-2 Galicyjski Pułk Ułanów; pułk stacjonował w Tarnowie, a jego II dywizjon w Bochni.
- 3 Pułk Ułanów Arcyksięcia Karola (niem. Ulanenregiment Erzherzog Carl Nr.3) eks 3 Galicyjski Pułk Ułanów; dowództwo pułku i I dywizjon stacjonowało w Krakowie, II dywizjon w Bielsku, a szwadron zapasowy w Gródku Jagiellońskim.
- 4 Pułk Ułanów Cesarza (niem. Ulanenregiment Kaiser Nr.4) eks-4 Galicyjski Pułk Ułanów; pułk stacjonował w Wiener Neustadt, a jego szwadron zapasowy we Lwowie.
- 6 Pułk Ułanów Cesarza Józefa II (niem. Ulanenregiment Kaiser Joseph II Nr.6) eks 6 Galicyjski Pułk Ułanów; dowództwo pułku i I dywizjon stacjonowało w Rzeszowie, II dywizjon w Dębicy, a szwadron zapasowy w Przemyślu.
- 7 Pułk Ułanów Arcyksięcia Franciszka Ferdynanda (niem. Ulanenregiment Erzherzog Franz Ferdinand Nr.7) eks-7 Galicyjski Pułk Ułanów; pułk stacjonował w Stockerau, a jego szwadron zapasowy w Brzeżanach.
- 8 Pułk Ułanów Grafa Auersperg (niem. Ulanenregiment Graf Auersperg Nr.8) eks-8 Galicyjski Pułk Ułanów; dowództwo pułku i I dywizjon stacjonowało w Czerniowcach, II dywizjon w Neu Zuczka, a szwadron zapasowy w Stanisławowie.
- 13 Pułk Ułanów Eduarda von Böhm-Ermolli (niem. Ulanenregiment von Böhm-Ermolli Nr.13) eks-5 Galicyjski Pułk Ułanów; pułk stacjonował w Złoczowie, a jego II dywizjon w Zborowie; rejonem rekrutacji dla oddziału był Rzeszów, Lwów, Stryj oraz Złoczów.

Wcześniej istniały także:
- 10 Galicyjski Pułk Dragonów. Sztab Pułku stacjonował w miejscowości Stuhlweissenburg. Rejon rekrutacji Tarnopol.
- 11 Galicyjski Pułk Dragonów. Sztab Pułku stacjonował w miejscowości Cegléd. Rejon rekrutacji Sambor.

Polacy - oficerowie kawalerii pełniący służbę w galicyjskich pułkach ułanów:
- Stefan de Castenedolo Kasprzycki
- Adam Kiciński
- Tadeusz Kossak
- Wojciech Kossak
- Zdzisław Kostecki
- Kornel Krzeczunowicz
- Józef Lasocki
- Stanisław Pruszyński
- Adam Rozwadowski
- Tadeusz Sulimirski
- Roman Żaba